# Iago Aspas
Iago Aspas Juncal, född den 1 augusti 1987 i Moaña, Spanien, är en spansk fotbollsspelare som för närvarande spelar för Celta Vigo i La Liga.

## Karriär
Aspas kom till Celta de Vigo som tonåring och tillbringade ett antal säsonger i klubben, först tre år i B-laget och sedan fyra år i A-truppen. De tre första säsongerna i A-laget tillbringades i Segunda División innan laget vann uppflyttning år 2012. Hans enda säsong för klubben i La Liga innebar 12 mål på 34 matcher. Efter att ha hjälpt Celta att klara sig kvar i La Liga skrev Aspas på för Liverpool sommaren 2013. Numera spelar han i Celta Vigo.